# Abaújszántó
Abaújszántó là một thành phố thuộc hạt Borsod-Abaúj-Zemplén, Hungary. Thành phố này có diện tích 47,36 km², dân số năm 2010 là 3123 người, mật độ 66 người/km².